# Kokorići
Kokorići su naselje u sastavu Grada Vrgorca, u Splitsko-dalmatinskoj županiji. 

## Stanovništvo
Prema popisu iz 2011. naselje je imalo 161 stanovnika.
| broj stanovnika | 179   |       | 232   | 264   | 305   | 343   | 357   | 301   | 245   | 258   | 252   | 213   | 190   | 185   | 171   | 161   | 145   |
|                 | 1857. | 1869. | 1880. | 1890. | 1900. | 1910. | 1921. | 1931. | 1948. | 1953. | 1961. | 1971. | 1981. | 1991. | 2001. | 2011. | 2021. |

## Povijest
1772. godine u Kokorićima je kao gost vojvode Antuna Prvana odsjeo putopisac Alberto Fortis. Za boravka u dvorcu u Kokorićima, i danas sačuvanom, zabilježio je poznatu hrvatsku baladu Hasanaginicu.

## Poznate osobe
- Antun Prvan, hrvatski narodni pjesnik i vojvoda
- Hasanaginica je prema nekim pretpostavkama iz Kokorića.[6]

## Znamenitosti
- crkva svetog Jure